# Chilothorax glebi
Chilothorax glebi är en skalbaggsart som beskrevs av Frolov 2006. Chilothorax glebi ingår i släktet Chilothorax och familjen Aphodiidae. Inga underarter finns listade i Catalogue of Life.